# 武士生死鬥
《戰神》是由日本小說家今村翔吾創作的長篇小說。在書籍發售的前一天《小説現代》2022年1月・2月合併号將第一卷全文公開，預計規劃為四部曲陸續出版。同名改編漫畫由立沢克美作畫，於《Morning》2023年2・3合併号開始連載。

## 登場人物
嵯峨愁二郎（さが しゅうじろう）
本作主角。為了拯救罹患虎狼痢的妻兒，前往天龍寺參加「蠱毒」。
出生時為孤兒，被劍術「京八流」的傳人帶回鞍馬山撫養，並傳授劍術。京八流乃一人相傳，師傅會傳授99%相同的技藝給每一位學徒，僅有最後一部分不同。選出繼承的方式便是讓弟子相殘，敗者死前將自己最後一部分招式授予勝者，最後活下來的人便是京八流的唯一傳人。愁二郎因不願與兄弟們互相殘殺，故逃出道場自食其力。
被傳授的京八流奧義為「武曲」，即是以靈活的手腳動作攻擊與防守，彷彿舞蹈。
香月雙葉（かつき ふたば）
和愁二郎搭檔的少女。
柘植響陣（つげ きょうじん）
前伊賀流忍者。
化野四藏（あだしの しくら）
愁二郎的義兄弟之一。被傳授的京八流奧義為「破軍」，能以精湛的技巧將敵人的刀打斷。
衣笠彩八（きぬがさ いろは）
愁二郎的義兄弟之一，是義兄弟中唯一的女性。非常怨恨愁二郎當初離家出走。
被傳授的京八流奧義為「文曲」，為近戰專用的招式，藉由拿捏進攻距離與角度，讓刀刃看似如海市蜃樓般彎曲，使敵人難以掌握下一刀的位置。
卡穆伊科查
阿伊努弓手。為了買回被和人佔領的土地參加「蠱毒」。

## 出版書籍
小說
| 冊數 | 講談社         | 講談社                 |
| 冊數 | 發售日期       | ISBN                   |
| ---- | -------------- | ---------------------- |
| 天   | 2022年2月15日  | ISBN 978-4-06-526986-2 |
| 地   | 2023年5月16日  | ISBN 978-4-06-528012-6 |
| 人   | 2024年11月15日 | ISBN 978-4-06-531163-9 |
| 神   | 2025年8月8日   | ISBN 978-4-06-540457-7 |

漫畫
| 冊數 | 講談社         | 講談社                 |
| 冊數 | 發售日期       | ISBN                   |
| ---- | -------------- | ---------------------- |
| 1    | 2023年4月21日  | ISBN 978-4-06-531334-3 |
| 2    | 2023年7月21日  | ISBN 978-4-06-532393-9 |
| 3    | 2023年12月21日 | ISBN 978-4-06-534013-4 |
| 4    | 2024年5月22日  | ISBN 978-4-06-535583-1 |

## 電視劇
2025年11月上線Netflix的日本網路影集，改編自今村翔吾創作同名作品，由藤井道人、山口健人和山本透共同執導，藤井道人、山口健人和八代理沙共同編劇，岡田准一主演、製片兼動作編排，藤崎Yumia、清原果耶、東出昌大、染谷將太、早乙女太一、遠藤雄彌、淵上泰史、城檜吏、山田孝之、一之瀨亘、吉岡里帆、二宮和也、玉木宏以及伊藤英明共演。劇情講述明治時期，292名技藝高超的武士齊聚京都天龍寺，為了贏得巨額賞金而參加一場致命的生死決戰遊戲「蠱毒」。

### 演員
- 嵯峨愁二郎：岡田准一

為了拯救生病的妻兒，決定參與致命遊戲「蠱毒」的武士。
- 香月雙葉：藤崎Yumia

意外捲入「蠱毒」後與愁二郎搭檔的少女。
- 衣笠彩八：清原果耶

愁二郎的義兄弟。
- 柘植響陣：東出昌大

前伊賀流忍者。
- 卡穆伊科查：染谷將太

阿伊努弓手。
- 化野四藏：早乙女太一

愁二郎的義兄弟。
- 祇園三助：遠藤雄彌

愁二郎的義兄弟。
- 櫻：淵上泰史

生死戰「蠱毒」的主辦者之一。
- 狹山進之介：城檜吏

負債累累的青年。
- 安藤神兵衛：山田孝之

京都府廳警察。
- 立花雷藏：一之瀨亘

身材健碩、氣勢懾人的參加者。
- 嵯峨志乃：吉岡里帆

愁二郎的妻子。
- 槐：二宮和也

生死戰「蠱毒」的主辦者之一。
- 菊臣右京：玉木宏

貴族護衛。
- 貫地谷無骨：伊藤英明

與愁二郎有深厚恩怨的人。

### 集數
| 集數 | 標題   | 導演 | 編劇 | 首播日期   |
| ---- | ------ | ---- | ---- | ---------- |
| 1    | 待公佈 | 待定 | 待定 | 2025年11月 |

### 製作
2024年4月19日，Netflix宣布將製作一部改編自今村翔吾同名作品的電視劇，該劇由岡田准一主演、製片兼擔任動作編排，藤井道人執導。2025年2月4日，公開14位演員陣容，包括藤崎Yumia、清原果耶、東出昌大、染谷將太、早乙女太一、遠藤雄彌、淵上泰史、城檜吏、山田孝之、一之瀨亘、吉岡里帆、二宮和也、玉木宏以及伊藤英明。

### 發行
《武士生死鬥》預定於2025年11月上線Netflix。

## 外部連結
- 今村翔吾「イクサガミ」特設サイト - 講談社文庫
- モーニング公式サイト「イクサガミ」 - 講談社
- 互联网电影数据库（IMDb）上《武士生死鬥》的资料（英文）
- 在Netflix上觀看《武士生死鬥》